# Acacia orites
Acacia orites — вид квіткових рослин з родини бобових. Ареал: Австралія (Новий Південний Уельс, Квінсленд).

## Середовище
Цей вид росте на окрайцях вологих склерофілових лісів і тропічних лісів, зокрема тропічного лісу Коучвуда (Ceratopetalum apetalum) на відкритих хребтах, як правило, на ґрунтах, утворених кислими вулканічними породами (ріоліт).

## Біоморфологічна характеристика
Це дерево висотою до 30 м, з діаметром стовбура 60 см і не дуже густою кроною. Філодії лінійні, прямі або злегка серпуваті, 10–20 см завдовжки, 4–9 мм завширшки, темно-зелені. Квітки в колоссях, період цвітіння: з серпня по вересень; плоди — протягом листопада.

## Використання
Пиломатеріали цієї породи є чудовою деревиною, коричневого кольору, середньої твердості, легко піддаються обробці. Рекомендується для агролісомеліорації, вирощується як декоративна порода.